# Liste der Biografien/Schom
Liste der Biografien |
Portal Biografien |
Personensuche
# |
A |
B |
C |
D |
E |
F |
G |
H |
I |
J |
K |
L |
M |
N |
O |
P |
Q |
R |
S |
T |
U |
V |
W |
X |
Y |
Z |
?
 
Sa |
Sb |
Sc |
Sd |
Se |
Sf |
Sg |
Sh |
Si |
Sj |
Sk |
Sl |
Sm |
Sn |
So |
Sp |
Sq |
Sr |
Ss |
St |
Su |
Sv |
Sw |
Sy |
Sz
 
Sca–Sce |
Sch |
Sci–Scz
 
Scha |
Schc |
Schd |
Sche |
Schg |
Schi |
Schj |
Schk |
Schl |
Schm |
Schn |
Scho |
Schp |
Schr |
Schs |
Scht |
Schu |
Schv |
Schw |
Schy
 
Schoa |
Schob |
Schoc |
Schod |
Schoe |
Schof |
Schog |
Schoh |
Schoi |
Schok |
Schol |
Schom |
Schon |
Schoo |
Schop |
Schor |
Schos |
Schot |
Schou |
Schov |
Schow |
Schoy
Die Liste der Biografien führt alle Personen auf, die in der deutschsprachigen Wikipedia einen Artikel haben. Dieses ist eine Teilliste mit 100 Einträgen von Personen, deren Namen mit den Buchstaben „Schom“ beginnt.

## Schom

### Schoma
- Schomacker, Joseph Heinrich von (1859–1931), deutsch-russischer Arzt und Segler
- Schomäcker, Reinhard (* 1959), deutscher Chemiker und Hochschullehrer
- Schomacker, Sven (* 1973), deutscher Politiker (Piratenpartei)
- Schomaker, Alwin (1907–1982), deutscher Schriftsteller und Heimatforscher
- Schomaker, Andreas (* 1959), deutscher Jurist und Polizeipräsident der Polizeidirektion Sachsen-Anhalt Nord
- Schomaker, Antje (* 1992), deutsche Singer-SongwriterinAntje Schomaker (* 1992)

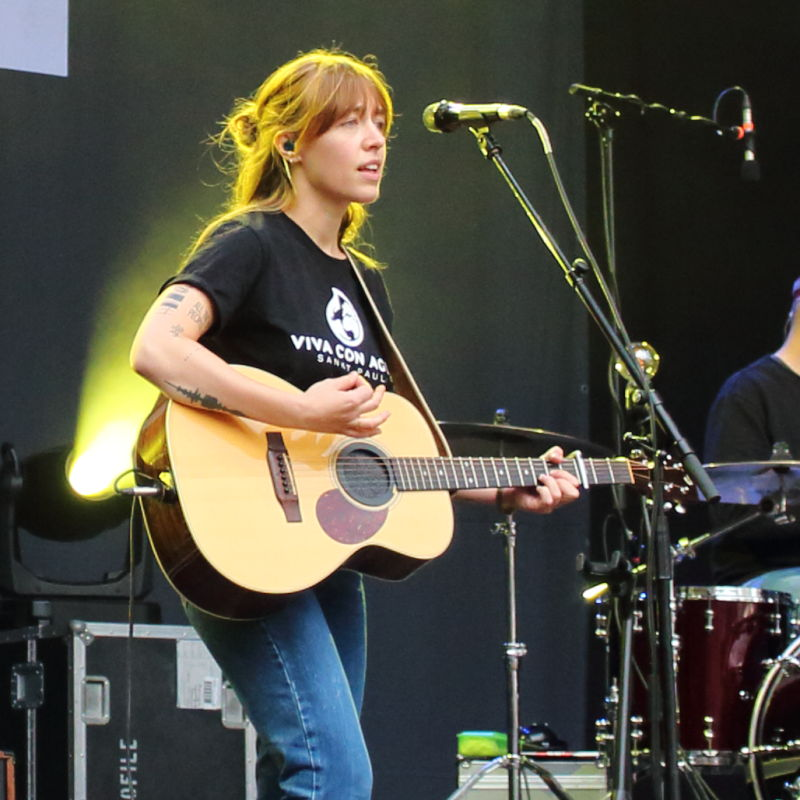
Antje Schomaker (* 1992)

- Schomaker, Astrid, deutsche Juristin, Leiterin der UN-Biodiversitätskonvention UNEP
- Schomakers, Jutte, erste in Braunschweig als „Hexe“ angeklagte und verurteilte – aber nicht hingerichtete – Frau
- Schömann, Alfred (* 1959), deutscher Fußballspieler
- Schomann, Bernhard (1831–1904), deutscher Jurist und Präsident des oldenburgischen Oberlandesgerichtes
- Schömann, Bernhard (1946–2015), deutscher römisch-katholischer Pfarrer, emeritierter Stiftspropst von St. Martin (Landshut)
- Schömann, Franz Joseph Konstantin (1782–1813), deutscher Rechtswissenschaftler
- Schomann, Georg (1530–1591), unitarischer Theologe
- Schömann, Georg Friedrich (1793–1879), deutscher Altphilologe
- Schomann, Heinz (* 1939), deutscher Kunsthistoriker und Denkmalpfleger
- Schömann, Ignaz Franz Xaver (1807–1864), deutscher Mediziner
- Schömann, Lena (* 1980), deutsche Filmproduzentin
- Schömann, Matthias (* 1960), deutscher Fußballspieler
- Schomann, Paul (* 1951), deutscher Fußballtrainer
- Schomann, Rainer (* 1958), deutscher Gärtner und Denkmalpfleger
- Schomann, Tino (* 1987), deutscher Politiker (CDU), Landrat des Landkreises NordwestmecklenburgTino Schomann (* 1987)

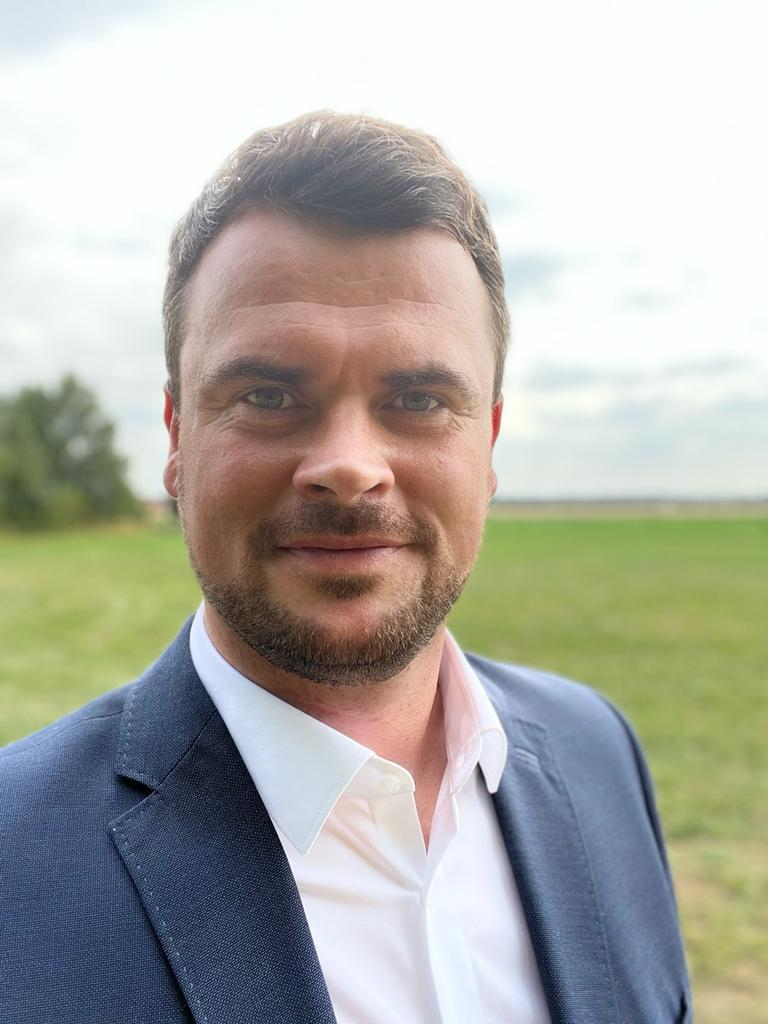
Tino Schomann (* 1987)

- Schomann, Willi (1881–1917), deutscher Maler
- Schömann-Finck, Jost (* 1982), deutscher Ruderer
- Schömann-Finck, Matthias (* 1979), deutscher Ruderer

### Schomb
- Schomber, Nils (* 1994), deutscher Radrennfahrer
- Schomberg, Charles de (1601–1656), französischer Militärführer
- Schomberg, Henri de (1575–1632), französischer Militärführer
- Schomberg, Hermann (1907–1975), deutscher Schauspieler
- Schomberg, Karl von (1645–1693), deutschstämmiger General im Dienst verschiedener Herren
- Schomberg, Maria von (1692–1762), deutsche Adelige
- Schomberg, Meinhard von (1641–1719), deutsch-französisch-britischer General und Heerführer
- Schomberg, Meyer Löw (1690–1761), deutsch-jüdischer Arzt
- Schombert, Mirko (* 1980), deutscher Regisseur und Theaterintendant
- Schömbs, Franz (1909–1976), deutscher Maler, Filmproduzent und Chemiker
- Schomburg, Andrea (* 1955), deutsche Lyrikerin, Kabarettistin und Kinderbuchautorin
- Schomburg, Anna (1875–1955), deutsche Pädagogin
- Schomburg, Bernhard Leopold Volkmar von (1705–1771), königlich-dänischer Beamter und Oberpräsident von Altona
- Schomburg, Dietmar (* 1950), deutscher Chemiker und Bioinformatiker
- Schomburg, Dietrich (1884–1971), deutscher Pädagoge und Historiker
- Schomburg, Eberhard (1904–1987), deutscher Pädagoge, Heilpädagoge, Hochschullehrer und Sachbuchautor
- Schomburg, Emil (1871–1928), deutscher lutherischer Geistlicher und Politiker
- Schomburg, Fabian (* 1991), deutscher Handballspieler
- Schomburg, Heinrich (1630–1690), deutscher lutherischer Theologe
- Schomburg, Jan (* 1976), deutscher Filmregisseur und Drehbuchautor
- Schomburg, Jonas (* 1994), deutscher TriathletJonas Schomburg (* 1994)

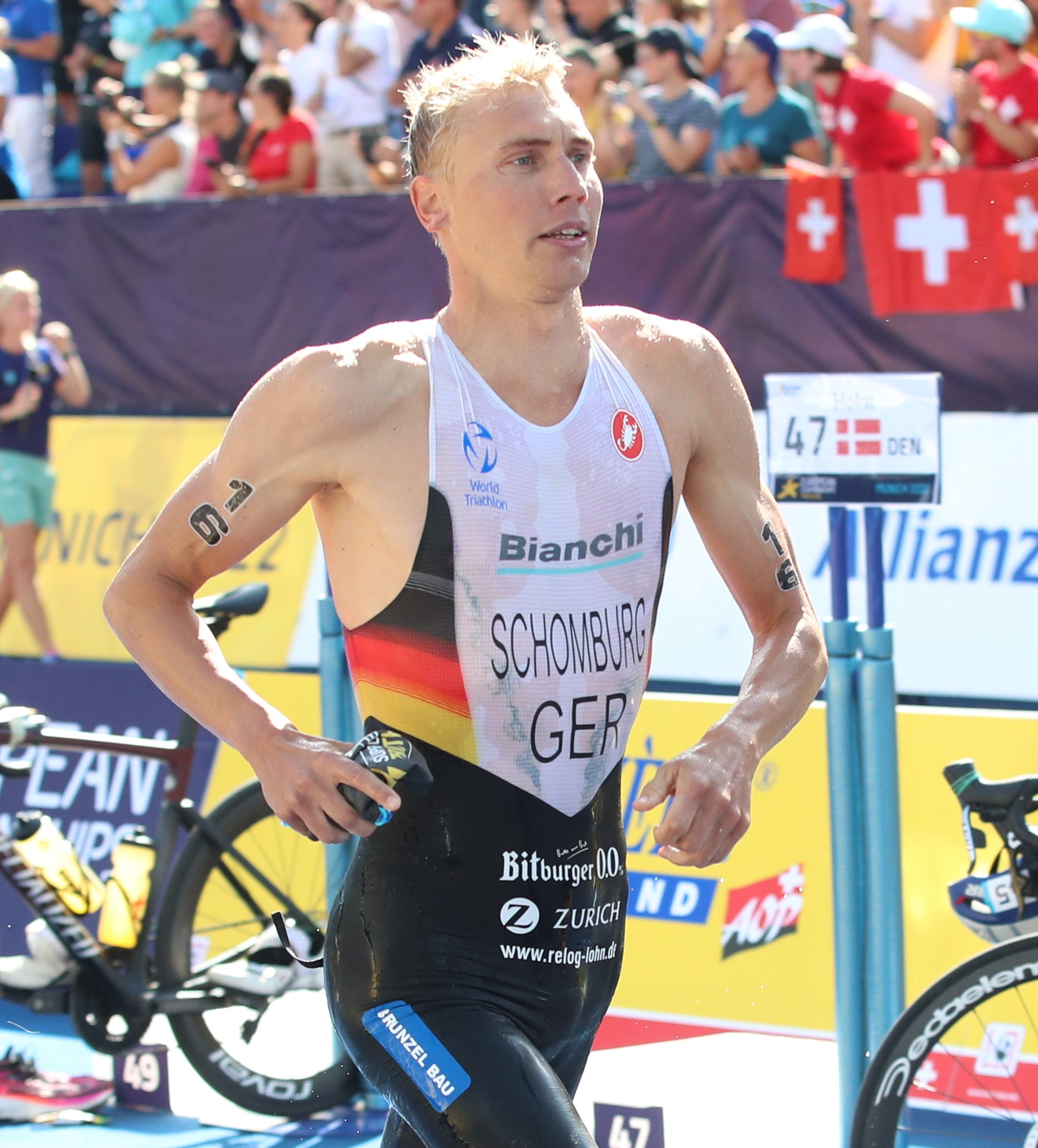
Jonas Schomburg (* 1994)

- Schomburg, Jörg (1943–2006), deutscher Manager, Bereichsleiter CeBIT bei Deutschen Messe AG
- Schomburg, Julius (1817–1896), Staatsrat in Weimar, Mitglied des Landtages Sachsen-Weimar-Eisenach
- Schomburg, Karl (1791–1841), Oberbürgermeister von Kassel und Präsident des Kurhessischen Landtages (1821–1841)
- Schomburg, Klaus (* 1947), deutscher Übersetzer
- Schomburg, Oskar (1897–1973), deutscher Kapitän zur See der Kriegsmarine
- Schomburg, Reiner (* 1953), deutscher Politiker (CDU), MdL, Kultusminister von Sachsen-Anhalt
- Schomburg, Roman (* 1992), deutscher Schauspieler, Regisseur und Drehbuchautor
- Schomburg, Wilhelm (1870–1940), deutscher Stadtgärtner und Stadtgartendirektor
- Schomburg, Wolfgang (* 1948), deutscher Richter
- Schomburgk, Hans (1880–1967), deutscher Afrikaforscher und Pionier des TierfilmsHans Schomburgk (1880–1967)

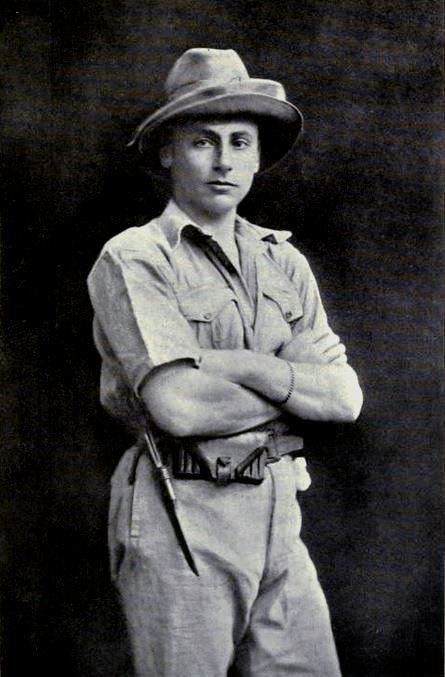
Hans Schomburgk (1880–1967)

- Schomburgk, Heinrich (1885–1965), deutscher Tennis- und Fußballspieler
- Schomburgk, Johann Heinrich (1663–1708), Mediziner und Bürgermeister der Stadt Querfurt
- Schomburgk, Moritz Richard (1811–1891), deutscher Botaniker und Gärtner
- Schomburgk, Robert Hermann (1804–1865), deutscher Forschungsreisender
- Schomburgk, Wilhelm (1882–1959), deutscher Jurist, Bankier, Fußballspieler und Präsident des Deutschen Tennis-Bundes

### Schome
- Schömel, Wolfgang (* 1952), deutscher Germanist und Schriftsteller
- Schomer, Ernst (1915–2005), deutscher Filmarchitekt, Maler, Illustrator, Medailleur und Kunsterzieher
- Schömer, Josef (1857–1942), österreichischer Architekt, Baumeister und Kommunalpolitiker
- Schomer, Justus Christoph (1648–1693), deutscher lutherischer Theologe
- Schomer, Nikolaus (1613–1690), deutscher Jurist, Syndicus und Ratsherr in Lübeck
- Schomers, Manfred (* 1940), deutscher Architekt, Städtebauer und Hochschullehrer
- Schomers, Michael (1949–2016), deutscher Journalist
- Schomers, Peter (* 1962), deutscher Basketballtrainer
- Schomerus, Friedrich (1876–1963), deutscher Manager, MdL im Thüringer Landtag (1946–1949)
- Schomerus, Georg (* 1973), deutscher Psychiater und Psychotherapeut
- Schomerus, Hajo (* 1970), deutscher Kameramann und Regisseur
- Schomerus, Hans (1902–1969), deutscher lutherischer Theologe und Akademiedirektor
- Schomerus, Hilko (1939–2020), deutscher Kunstschmiedemeister, Bildhauer und Pädagoge
- Schomerus, Hilko Wiardo (1879–1945), deutscher Missionar und Missionswissenschaftler
- Schomerus, Johann Gerhard (1906–1985), deutscher Geistlicher
- Schomerus, Lorenz (1933–2018), deutscher Verwaltungsjurist und Ministerialbeamter
- Schomerus, Rudolf (1933–2007), deutscher Jurist
- Schomerus, Thomas (* 1957), deutscher Rechtswissenschaftler
- Schomerus, Volker (* 1965), deutscher Physiker
- Schomerus, Wilhelm (1864–1943), deutscher lutherischer Theologe und Generalsuperintendent der Generaldiözese Aurich der Evangelisch-lutherischen Landeskirche Hannovers
- Schomerus-Gernböck, Lotte (1927–2009), österreichische Ethnologin
- Schömezler, Frieder (* 1952), deutscher Fußballspieler und -trainer

### Schomk
- Schomko, Dmitri (* 1990), kasachischer Fußballspieler

### Schomm
- Schommartz, Otto (1909–1964), deutscher Kapitän und Kap Hoornier
- Schommen, Gerd (1932–2021), deutscher Fußballspieler
- Schommer, Alberto (1928–2015), spanischer Fotograf
- Schommer, Daniel (* 1981), deutscher Fußballspieler
- Schommer, Dylan (* 1997), schweizerisch-ruandischer Basketballspieler
- Schommer, Hans, deutscher Tischtennisspieler
- Schommer, Jan Niklas (* 1996), deutscher Fußballspieler
- Schommer, Kajo (1940–2007), deutscher Politiker (CDU)
- Schommer, Karl-Heinz (* 1953), deutscher Architekt
- Schommer, Martine (* 1961), luxemburgische Diplomatin
- Schommer, Paul (* 1992), US-amerikanischer Biathlet
- Schommer, Werner (1908–1989), deutscher evangelischer Theologe und Leiter der Inneren Mission
- Schommers, Boris (* 1979), deutscher FußballtrainerBoris Schommers (* 1979)

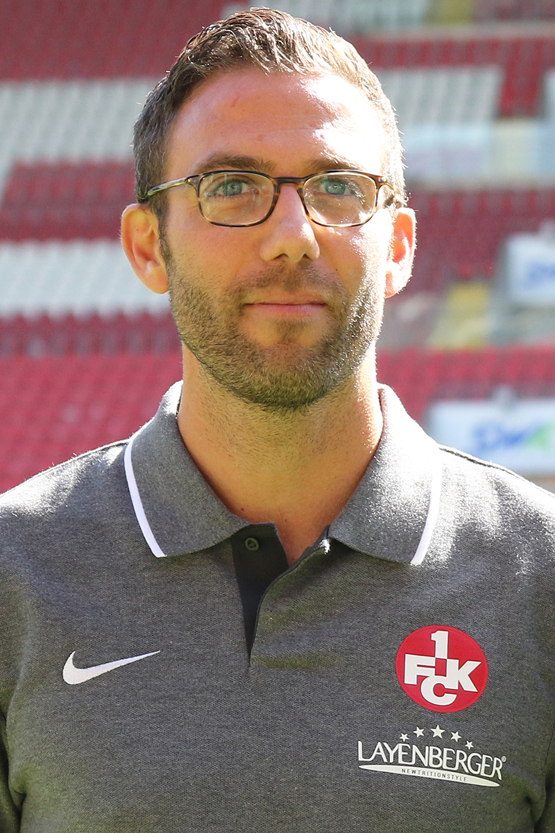
Boris Schommers (* 1979)

- Schommers, Christian (* 1971), deutscher Journalist
- Schommers, Reinhold (1936–2000), deutscher Studiendirektor in Cochem
- Schommers, Werner (* 1947), deutscher Autorennfahrer

### Schomr
- Schomron, Dan (1937–2008), israelischer Militär, Generalstabschef der Israelischen Verteidigungsstreitkräfte